# Lord Lombo
 (mars 2023).
Lord Lombo, né le 8 juin 1989, à Kinshasa en République démocratique du Congo, est un pasteur pentecôtiste des Assemblées de Dieu, chantre congolais et fondateur du ministère dénommé "Lord Lombo Ministries".

## Biographie
Il nait le 8 juin 1989 et est le troisième d'une famille chrétienne de cinq enfants,,. D'un père pasteur et d'une mère servante à l’église, Lord confirme sa foi chrétienne dès l'âge de 10 ans, lors d'une campagne d'évangélisation organisée à l’église de son père, un an après le décès de sa mère,. 
Il passe son enfance entre ses études et les milieux chrétiens. Il décroche un diplôme d’état en biologie-chimie au collège Boboto à Kinshasa.

## Carrière
Il commence d'abord à évoluer au sein de l’église de son père comme étant chanteur dans un groupe d'adoration et est en même temps prédicateur.
En 2009, encore étudiant en médecine à l'université protestante au Congo (UPC), Lord Lombo quitte l’église de son père et rejoint le Centre Missionnaire Philadelphie, une église pentecôtiste des Assemblées de Dieu, pour évoluer sous la responsabilité du pasteur Roland Dalo qui devient son père spirituel.
En 2012, il abandonne ses études en médecine pour se concentrer à sa passion ecclésiastique. Quelque deux mois plus tard, il trouve une issue pour les États-Unis, il y va pour faire des études en théologie[Où ?].
Trois ans plus tard, il rentre en république démocratique du Congo et sert d'abord comme pasteur stagiaire, puis responsable de quelques départements au sein du Centre missionnaire Philadelphie.

## Vie privée
En septembre 2020, Lord Lombo épouse Eunice Dalo, une des filles du pasteur Roland Dalo, son père spirituel, en présence du président Félix Tshisekedi et de sa femme,.

## Discographie

### Albums
- 2017 : Emmanuel[1]
- 2020 : Exter'aime[2]
- 2023: C.H.A (Célébrons Hebron Aujourd'hui)